# Hendungen
Hendungen – miejscowość i gmina w Niemczech, w kraju związkowym Bawaria, w rejencji Dolna Frankonia, w regionie Main-Rhön, w powiecie Rhön-Grabfeld, wchodzi w skład wspólnoty administracyjnej Mellrichstadt. Leży w Grabfeldzie, około 12 km na północny wschód od Bad Neustadt an der Saale, przy autostradzie A71.

## Dzielnice
W skład gminy wchodzą dwie dzielnice: Hendungen, Rappershausen.

## Demografia
| Rok  | Liczba mieszk. |
| ---- | -------------- |
| 1970 | 1.112          |
| 1987 | 1.023          |
| 2000 | 1.054          |
| 2005 | 1.038          |

## Oświata
(na 1999)

W gminie znajduje się 75 miejsc przedszkolnych (z 46 dziećmi), do 2004 znajdowała się szkoła podstawowa lecz zlikwidowano ją i otworzono szkółkę działająca przy przedszkolu gdzie uczęszcza około 60 osób.